# Pontonbrug

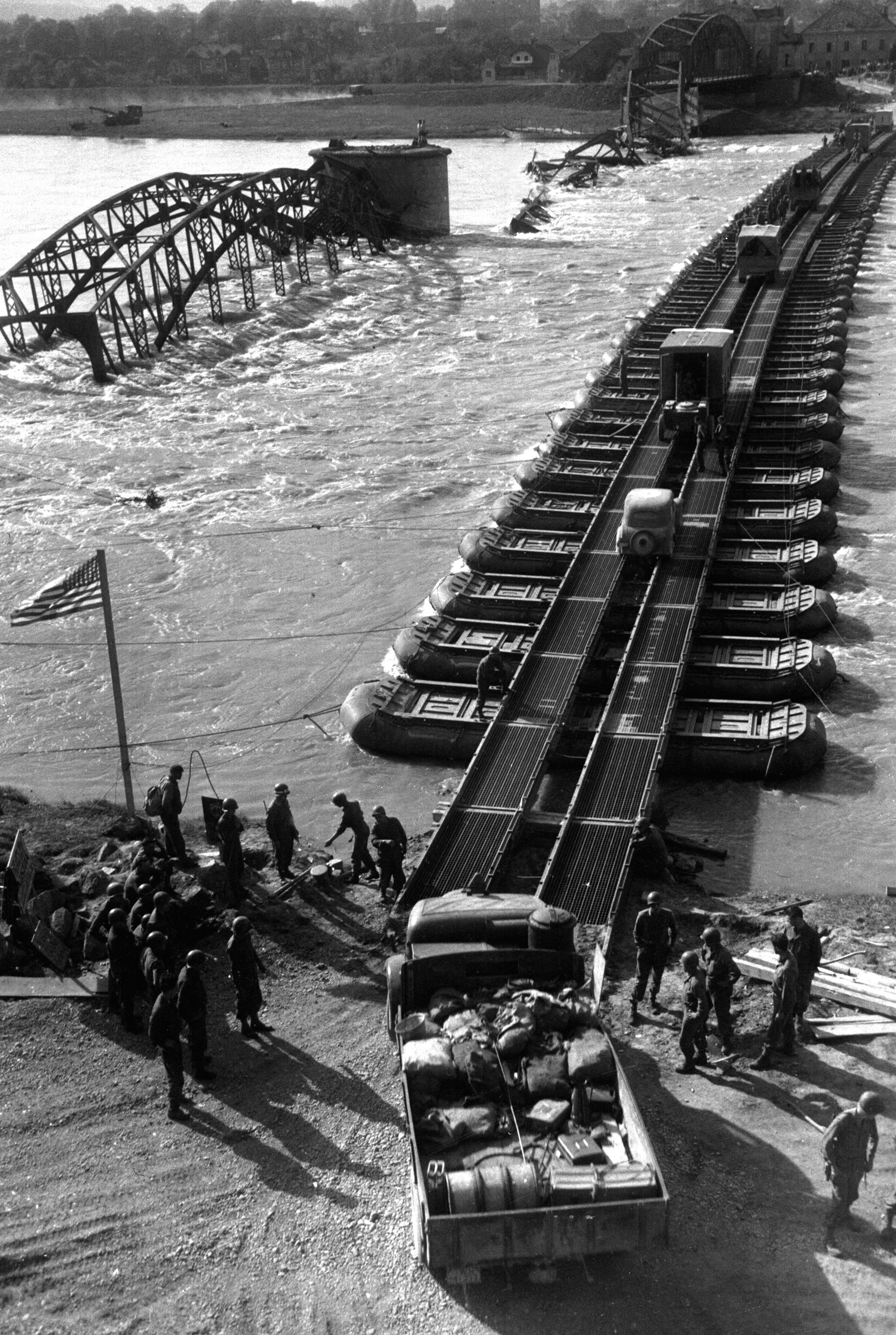
Amerikaanse noodbrug over de Inn (1945)

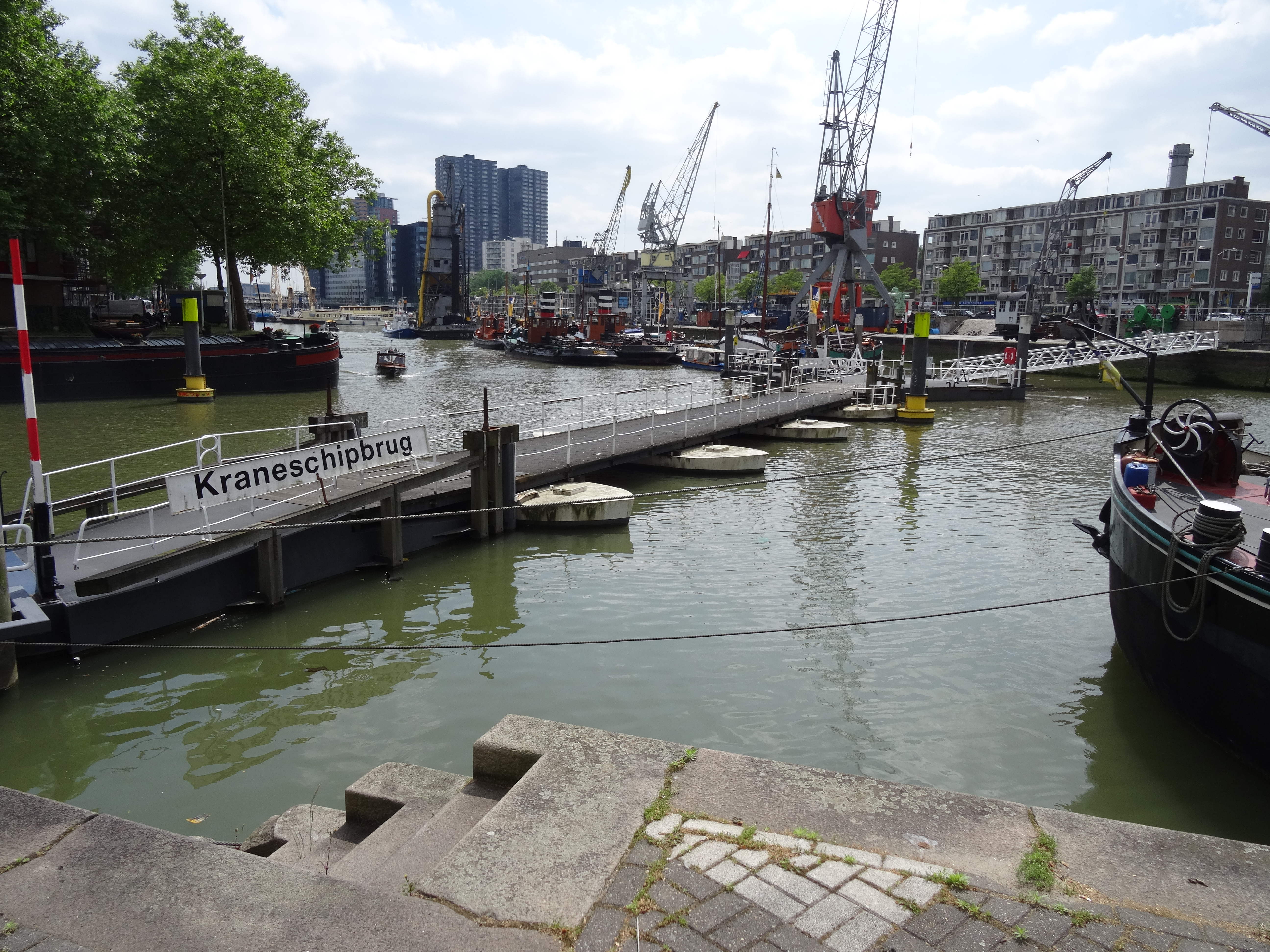
De Kraneschipbrug, een moderne pontonbrug in Rotterdam (2014)

Een pontonbrug of schipbrug is een brug die drijft op het water op een of meerdere pontons.

## Voor- en nadelen
Een pontonbrug is een snelle en goedkope manier om een oeververbinding tot stand te brengen. De onderdelen, pontons en rijdek, kunnen met vrachtwagens worden aangevoerd. Vooral het leger maakt hiervan gebruik.
Een belangrijk nadeel is de hinder voor de scheepvaart, er kan niet onderdoor gevaren worden. De enige manier om scheepvaartverkeer door te laten is door een gedeelte van de brug weg te varen. Permanente bruggen hebben daarom een uitvaarbaar gedeelte en soms een ophaalbrug bij een van de landhoofden. Bij ijsgang in de rivier moeten de drijvende bruggen naar de kant worden gehaald.
Een pontonbrug kan nogal beweeglijk zijn door de stroming van het water en de variërende waterstand. Het verkeer over de brug heeft ook een effect. Bij het passeren van voertuigen worden wegdek en pontons naar beneden gedrukt.

## Nederland
In Nederland waren er tot de bouw van de verkeersbruggen in de jaren 1930 permanente schipbruggen, onder meer in Arnhem, Deventer, Doesburg en Vianen.
De Koningin Emmabrug in Willemstad op het eiland Curaçao (bekend als pontjesbrug) kan voor het scheepvaartverkeer geopend worden door hem aan één zijde met motoraandrijving weg te varen. De andere zijde van de brug scharniert op het landhoofd. Een heel anders scharnierende brug was de Gerrit Krolbrug te Groningen, die maar één ponton had, zie de fotogalerij. Deze pontonbrug functioneerde als draaibrug.
Over het IJ in Amsterdam lag van april tot augustus 1945 een pontonbrug tussen het centrum van de stad en Amsterdam-Noord in plaats van de gemeentelijke veerponten, die na de Tweede Wereldoorlog wegens brandstofgebrek niet konden varen. Zo konden mensen te voet oversteken om voedsel te halen; zie in dit verband ook de hongerwinter. In de brug was een uitvaarbaar gedeelte dat open kon voor de scheepvaart.
In Alphen aan den Rijn werd in 2015 een tijdelijke pontonbrug geplaatst. Dat was nodig omdat in de zomer van 2015 de plaatsing van een nieuw brugdeel mislukte (zie Koningin Julianabrug).
Ook in Zaandam is in 2020 een tijdelijke pontonbrug voor voetgangers en fietsers over de Zaan geplaatst, omdat de Wilhelminabrug en Beatrixbrug langdurig gerenoveerd werden.

### Militair
Bij de Koninklijke Landmacht is het 105 Brugcompagnie van het 101 Geniebataljon gespecialiseerd in het leggen van pontonbruggen zowel in operationele als in civiele situaties. Het bekendst zijn de pontonbruggen die elk jaar gelegd worden tijdens de Nijmeegse Vierdaagse over de Maas bij Cuijk en tijdens de Rode Kruis Bloesemtocht over de Linge tussen Geldermalsen en Beesd.

## Afbeeldingen

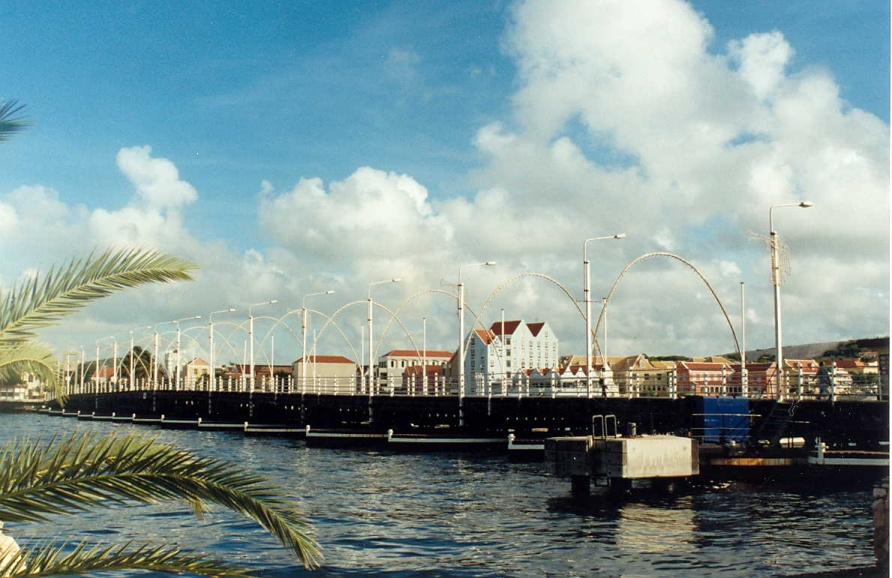
Pontjesbrug (Koningin Emmabrug) in Willemstad, Curaçao
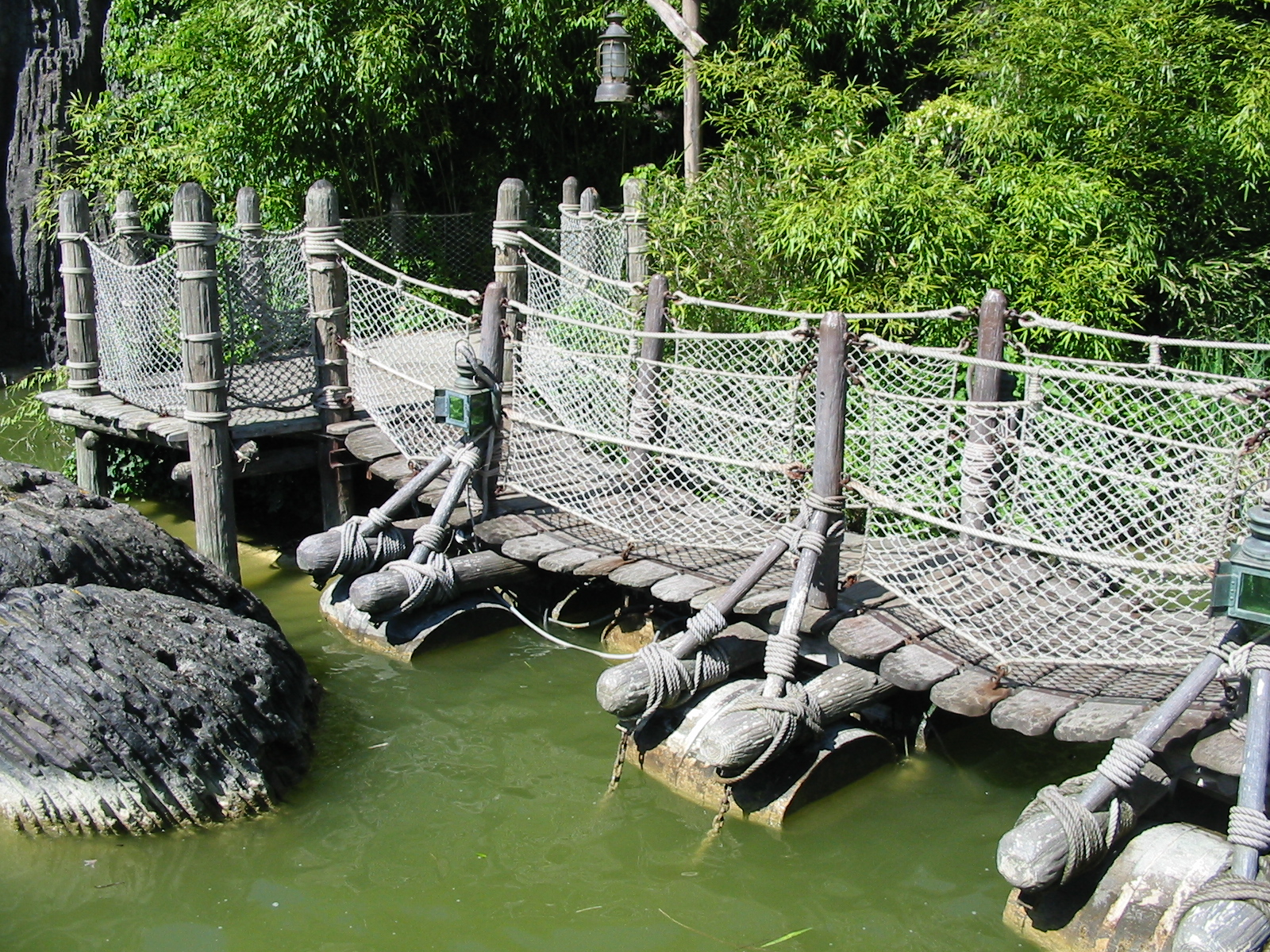
Een drijfbrug in Disneyland Paris
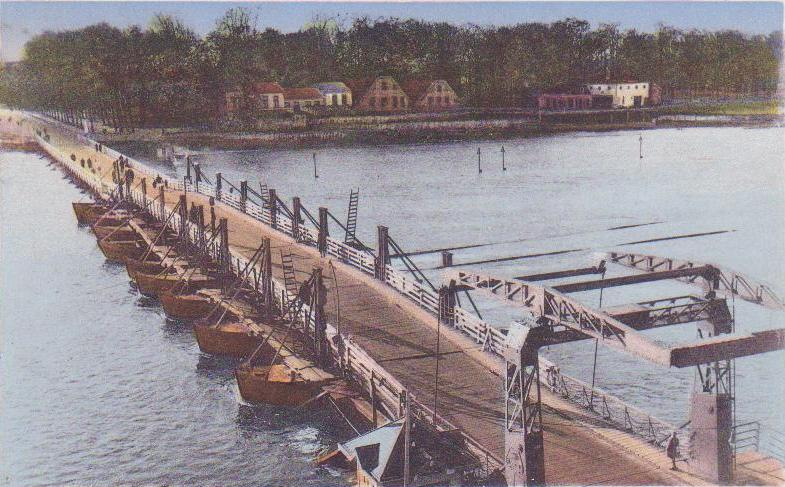
Schipbrug Deventer met een ophaalbrug in het vaste gedeelte (ca. 1910)
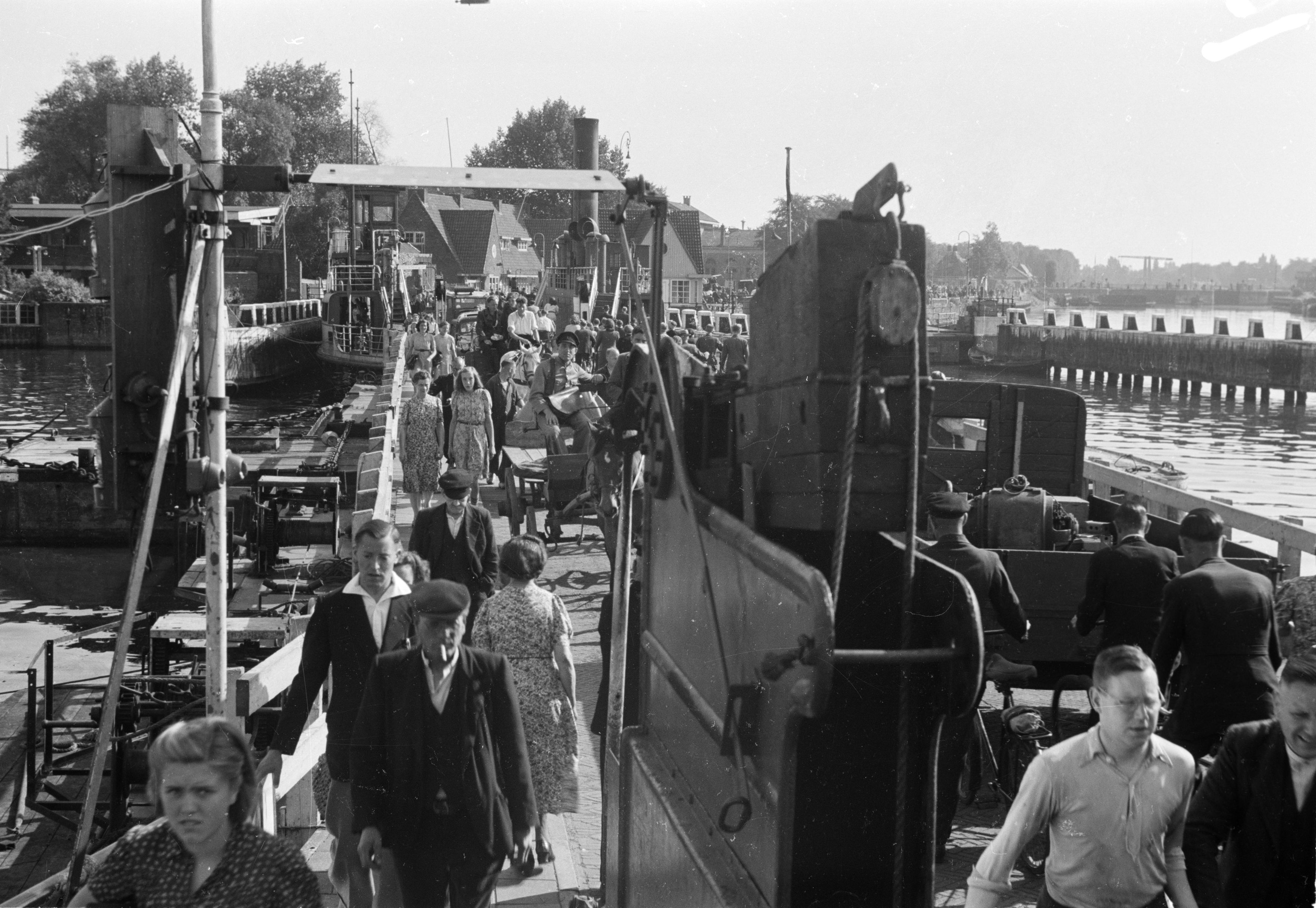
Pontonbrug over het IJ in Amsterdam in 1945
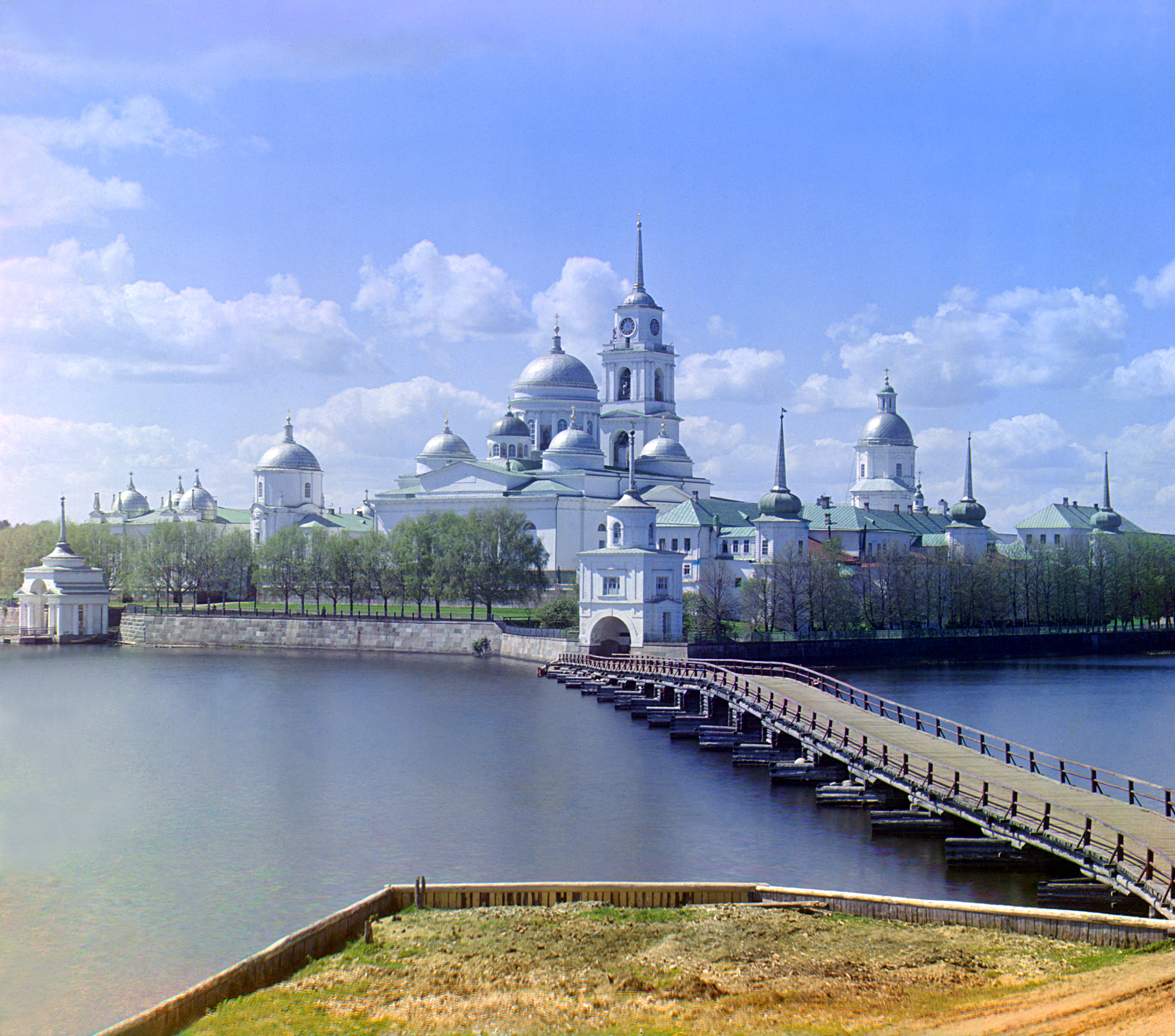
Pontonbrug naar het Nilovklooster in het huidige Rusland in 1910 (foto Sergej Prokoedin-Gorski)
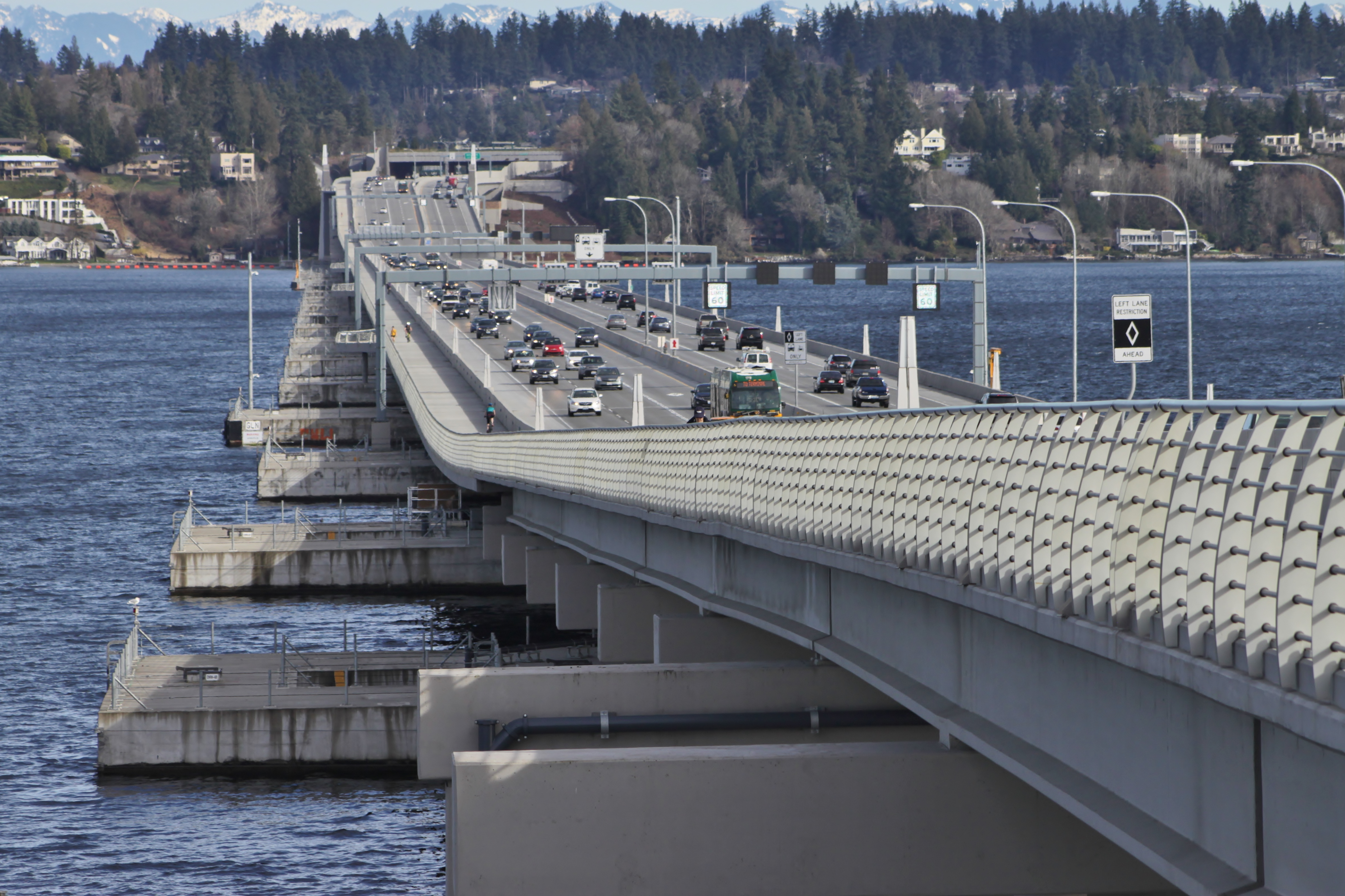
De Evergreen Point Floating Bridge bij Seattle is de langste pontonbrug ter wereld.
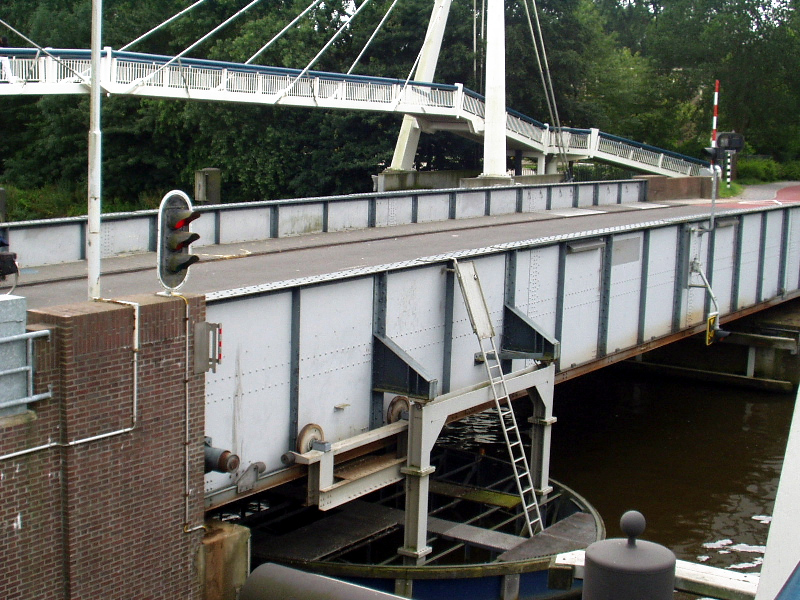
Gerrit Krolbrug. Op de achtergrond een van de voetgangersbruggen.